# Bronwen Knox
Bronwen Knox (Brisbane, 16 aprile 1986) è una pallanuotista australiana, vincitrice di una medaglia di bronzo alle Olimpiadi di Pechino 2008 e Londra 2012.

## Palmarès
- Giochi olimpici

Pechino 2008: bronzo.
Londra 2012: bronzo.
- Mondiali

Melbourne 2007: argento.
Barcellona 2013: argento.
- Coppa del Mondo

Tientsin 2006: oro.
Christchurch 2010: argento.
- World League

Tenerife 2008: bronzo.
La Jolla 2010: argento.